# 吴华南
吴华南（1944年—），男性，汉族，中共党员，广东海丰人，中华人民共和国政治人物。曾任中共汕尾市委书记、广东省人大常委会委员等职务。

## 生平
生于广东省海丰县（今汕尾市城区田墘街道），长期在家乡汕尾市任职，1964年8月参加工作，先后在海丰县生产队、中共海丰县委办公室任职，并于1975年加入中共。1977年5月以后，先后在東涌公社、田墘镇任职，并于1984年出任中共田墘镇党委书记:1110-1111。
1985年，中共海丰县委决定挑选一位工作魄力强的官员出任县教育局长，最终挑选了吴华南出任此职，他就任后教育局内讧减少，当地教育工作也有所进展。1987年4月以后，他历任海丰县副县长:723、中共海丰县委副书记、海丰县委书记等职:1111，并在1994年5月当选为中共汕尾市委常委；在主政海丰期间，因政績突出，他曾於1995年獲得中共中央組織部表彰為「全國優秀縣委書記」，其本人也在1997年4月升任中共汕尾市委副书记、市长:725，又于1998年3月当选为第九届全国人民代表大会广东省代表。
1998年2月，吴华南升任中共汕尾市委书记，并兼任同市人大常委会主任，直到2004年6月卸任:1111:648，主政汕尾期间，吴华南提出了“工业立市”发展汕尾经济的策略，令当地承接从珠三角地区转移的产业。2004年2月，吴华南当选为广东省十届人大常务委员会委员、农村农业委员会副主任委员:1111，任期至2008年2月。